# Аддис-Зэмэн
Адди́с-Зэмэ́н (Селла) (амх. አዲስ ዘመን) — город в Эфиопии, в регионе Амхара.
Расположен в северной части страны, в зоне Дебуб-Гондар, на высоте 1974 м над уровнем моря. Население по оценочным данным 2005 года составляет 24 849 человек, из них 12 245 мужчин и 12 604 женщины. По данным переписи 1994 года население города насчитывало 14 342 человека (6443 мужчины и 7899 женщин).
В окрестностях города расположена гора Асиба и монастырь Святого Клавдия, в котором сохранилось несколько картин и рукописей XVIII века.